# Scoglio di San Biagio
Scoglio di San Biagio è un'isola dell'Italia sita nel mar Tirreno, in Sicilia.
Amministrativamente appartiene a Caronia, comune italiano della Città metropolitana di Messina.
Si trova tra punta Caronia e Acquedolci.

## Turismo
Durante il periodo estivo è molto frequente il passaggio e lo stazionamento di piccoli natanti nei pressi dello scoglio di San Biagio.
Molto più frequente è invece la presenza di bagnanti che raggiungono a nuoto lo scoglio.
Inoltre è possibile salire sullo scoglio ed è usanza dei bagnanti locali effettuare tuffi da 3 diversi livelli che lo scoglio definisce grazie alla sua caratteristica forma.